# Until One
Until One ist das erste Studioalbum der schwedischen House-Band Swedish House Mafia.

## Veröffentlichung
Until One erschien erstmals am 22. Oktober 2010, kurz nach der Veröffentlichung ihrer dritten Single Miami 2 Ibiza unter anderem in Deutschland, Österreich, der Schweiz dem Vereinigten Königreich und Schweden als CD und Download. Am 25. Oktober 2010 wurde es dann auch in den Vereinigten Staaten freigegeben. Es wurde von 2009 bis 2010 aufgenommen. Auf dem Album sind neben eigenen Songs auch Coverversionen, Kollaborationen der Band-Mitglieder oder Remixe zu finden. Das Album wurde vom Trio selber produziert und über die Musiklabel Virgin Records und Polydor veröffentlicht.

## Singles
Drei Singles wurden aus dem Album veröffentlicht:
- Leave the World Behind wurde als erste Single aus dem Album bereits am 1. Juni 2009 veröffentlicht, damals noch nicht unter dem Namen Swedish House Mafia.[8] Aufgenommen wurde sie zusammen mit Laidback Luke und Deborah Cox. Der Song erreichte Platz 39 der schwedischen Single-Charts.[9]
- One (Your Name), eine Vocal-Version zum Instrumental-Track One, nahmen sie mit Pharrell Williams auf. Es war die zweite Veröffentlichung aus dem Album und erschienen am 23. Juli 2010 in Deutschland.[10] Sie erreichte Platz 41 in Deutschland, in Österreich Platz 25, in der Schweiz Platz 13, im Vereinigten Königreich Platz sieben und in Schweden Platz elf.[11]
- Miami 2 Ibiza war die dritte und letzte Single aus dem Album. Sie beinhaltet Vocals von Tinie Tempah und wurde am 1. Oktober 2010 zum Verkauf freigegeben.[12] Sie erreichte in Deutschland Platz 46, in Österreich Platz 36, in der Schweiz Platz 19, im Vereinigten Königreich Platz vier und in Schweden Platz zehn.[11]

## Rezeption
Das Album bekam gemischte Bewertungen. Der von Metacritic errechnete Durchschnitt ist 54 von 100 möglichen Punkten. Mikael Wood von Billboard gab beispielsweise mit 76 Punkten eine positive Bewertung ab. Tim Sendra von Allmusic meinte, dass nicht jedes „DJ-Dream-Team“ bereit wäre, ein derartiges Mix-Album zu produzieren, und, dass es hart wäre, Swedish House Mafia zu kritisieren, da ihre Musik so ein „Blast“ wäre. Joe Zadeh von Clash gab ein sehr negatives Review ab, fragte sich was aus dem Trio geworden wäre und bezeichnete das Album als Trash (deutsch Müll). Er vergab nur einen von zehn möglichen Punkten.

## Titelliste
| Nr. | Titel                                           | Interpret                                                                     | Länge |
| --- | ----------------------------------------------- | ----------------------------------------------------------------------------- | ----- |
| 1.  | Miami 2 Ibiza                                   | Swedish House Mafia vs. Tinie Tempah                                          | 2:43  |
| 2.  | Miami 2 Ibiza (Instrumental)                    | Swedish House Mafia                                                           | 2:16  |
| 3.  | Reach Out“/„You Got the Love                    | Sander van Doorn / Candi Staton                                               | 1:59  |
| 4.  | Leave the World Behind                          | Axwell, Steve Angello, Sebastian Ingrosso & Laidback Luke feat. Deborah Cox   | 3:11  |
| 5.  | Nothing But Love (Remode)                       | Axwell                                                                        | 3:05  |
| 6.  | Valodja                                         | Steve Angello & AN21                                                          | 2:36  |
| 7.  | In the Air (Axwell Remix)                       | TV Rock feat. Rudy                                                            | 2:59  |
| 8.  | Kidsos“/„We Are Your Friends                    | Sebastian Ingrosso / Simian                                                   | 3:59  |
| 9.  | Walk With Me (Axwell & Daddy’s Groove Remix)    | Prok & Fitch pres. Nanchang Nancy                                             | 2:29  |
| 10. | Tivoli“/„Walking On a Dream                     | Steve Angello / Empire of the Sun                                             | 4:01  |
| 11. | Satisfaction (Isak Original Extended Mix)       | Benny Benassi presents The Biz                                                | 2:20  |
| 12. | Show Me Love                                    | Steve Angello & Laidback Luke feat. Robin S                                   | 4:21  |
| 13. | KNAS                                            | Steve Angello                                                                 | 3:14  |
| 14. | Meich“/„Clocks                                  | Sebastian Ingrosso & Dirty South/Coldplay                                     | 3:55  |
| 15. | How Soon Is Now (Extended)                      | David Guetta, Sebastian Ingrosso & Dirty South feat. Julie McKnight           | 6:01  |
| 16. | Swedish Beauty“/„Diamond Life                   | AN21 & Max Vangelli / Louie Vega & Jay "Sinister" Sealee feat. Julie McKnight | 5:32  |
| 17. | Tell Me Why                                     | Supermode                                                                     | 2:31  |
| 18. | Teenage Crime (Axwell & Henrik B Remode)        | Adrian Lux                                                                    | 2:44  |
| 19. | Monday                                          | Steve Angello                                                                 | 3:00  |
| 20. | Silvia (Sebastian Ingrosso & Dirty South Remix) | Miike Snow                                                                    | 2:59  |
| 21. | I Found U (Remode)                              | Axwell                                                                        | 3:43  |
| 22. | One More Time                                   | Daft Punk                                                                     | 3:22  |
| 23. | One                                             | Swedish House Mafia                                                           | 3:23  |
| 24. | One (Your Name)                                 | Swedish House Mafia feat. Pharrell                                            | 3:03  |

## Album-Chartplatzierungen
Das Album konnte sich in diversen Charts platzieren. In Deutschland, dem Vereinigten Königreich und Österreich erreichte konnte es sich nicht in den Charts platzieren, während Until One in der Schweiz in die Top 20, auf Platz 18, kommen konnte. Neun Wochen blieb es in den Top 75. In den Vereinigten Staaten verbrachte das Album lediglich eine Woche auf Platz 139 der Billboard 200. In Schweden wurde Platz 13 erreicht, sieben Wochen konnte man es in der Hitparade finden.
| Jahr | Titel     | Höchstplatzierung, Gesamtwochen, AuszeichnungChartplatzierungen (Jahr, Titel, Platzierungen, Wochen, Auszeichnungen, Anmerkungen) | Höchstplatzierung, Gesamtwochen, AuszeichnungChartplatzierungen (Jahr, Titel, Platzierungen, Wochen, Auszeichnungen, Anmerkungen) | Höchstplatzierung, Gesamtwochen, AuszeichnungChartplatzierungen (Jahr, Titel, Platzierungen, Wochen, Auszeichnungen, Anmerkungen) | Höchstplatzierung, Gesamtwochen, AuszeichnungChartplatzierungen (Jahr, Titel, Platzierungen, Wochen, Auszeichnungen, Anmerkungen) | Höchstplatzierung, Gesamtwochen, AuszeichnungChartplatzierungen (Jahr, Titel, Platzierungen, Wochen, Auszeichnungen, Anmerkungen) | Höchstplatzierung, Gesamtwochen, AuszeichnungChartplatzierungen (Jahr, Titel, Platzierungen, Wochen, Auszeichnungen, Anmerkungen) | Anmerkungen                            |
| Jahr | Titel     | DE | AT | CH | UK | US | SE | Anmerkungen                            |
| ---- | --------- | --- | --- | --- | --- | --- | --- | -------------------------------------- |
| 2010 | Until One | — | — | CH18 (9 Wo.)CH | — | US139 (1 Wo.)US | SE13 Platin · (7 Wo.)SE | Erstveröffentlichung: 23. Oktober 2010 |

## Single-Chartplatzierungen
Alle Singleauskopplungen erreichten in Schweden die Charts und Miami 2 Ibiza wurde dort zu ihrem ersten Top-10-Erfolg. One (Your Name) und Miami 2 Ibiza konnten sich auch in den Deutschsprachigen Ländern in den Charts platzieren.

| Jahr | Titel                  | Höchstplatzierung, Gesamtwochen, AuszeichnungChartplatzierungen (Jahr, Titel, , Platzierungen, Wochen, Auszeichnungen, Anmerkungen) | Höchstplatzierung, Gesamtwochen, AuszeichnungChartplatzierungen (Jahr, Titel, , Platzierungen, Wochen, Auszeichnungen, Anmerkungen) | Höchstplatzierung, Gesamtwochen, AuszeichnungChartplatzierungen (Jahr, Titel, , Platzierungen, Wochen, Auszeichnungen, Anmerkungen) | Höchstplatzierung, Gesamtwochen, AuszeichnungChartplatzierungen (Jahr, Titel, , Platzierungen, Wochen, Auszeichnungen, Anmerkungen) | Höchstplatzierung, Gesamtwochen, AuszeichnungChartplatzierungen (Jahr, Titel, , Platzierungen, Wochen, Auszeichnungen, Anmerkungen) | Höchstplatzierung, Gesamtwochen, AuszeichnungChartplatzierungen (Jahr, Titel, , Platzierungen, Wochen, Auszeichnungen, Anmerkungen) | Anmerkungen                                                           |
| Jahr | Titel                  | DE | AT | CH | UK | US | SE | Anmerkungen                                                           |
| ---- | ---------------------- | --- | --- | --- | --- | --- | --- | --------------------------------------------------------------------- |
| 2009 | Leave the World Behind | — | — | — | — | — | SE39 (4 Wo.)SE | Erstveröffentlichung: 12. Juni 2009 feat. Laidback Luke & Deborah Cox |
| 2010 | One (Your Name)        | DE41 (20 Wo.)DE | AT25 (25 Wo.)AT | CH13 (35 Wo.)CH | UK7 Platin · (18 Wo.)UK | — | SE11 ×7Siebenfachplatin · (61 Wo.)SE                                                                                                | Erstveröffentlichung: 6. Juni 2010 feat. Pharrell                     |
| 2010 | Miami 2 Ibiza          | DE46 (9 Wo.)DE | AT36 (11 Wo.)AT | CH19 (22 Wo.)CH | UK4 Platin · (20 Wo.)UK | — | SE10 ×5Fünffachplatin · (29 Wo.)SE                                                                                                  | Erstveröffentlichung: 4. Oktober 2010 vs. Tinie Tempah                |